# Szojuz–39
A Szojuz–39 (oroszul: Союз-39) szovjet háromszemélyes, kétszemélyessé átalakított szkafanderes személyszállító, szabványos rendszerben épített Szojuz űrhajó. Az űrhajó vitte a nyolcadik Interkozmosz (IK) legénységet a Szaljut–6 űrállomásra. Fedélzetén tartózkodott az első mongol űrhajós, Dzsugderdemidín Gurragcsá.

## Küldetés
Feladata a mongol-szovjet kutatási program végrehajtása az űrállomáson, valamint bekapcsolódni az előírt navigációs, csillagászati, műszaki, légkörkutatási, földfotózási, földmegfigyelési, orvosi és biológiai kutatási program folytatása. Kötelességük volt az állandó személyzet pihenését biztosítani.

## Jellemzői
Központi tervező iroda CKBEM <= Центральное конструкторское бюро экспериментального машиностроения (ЦКБЕМ)> (OKB-1 <= ОКБ-1>, most OAO RKK Energiya im. SP Korolev <= ОАО РКК Энергия им. С. П. Королёва> – Központi Kísérleti Gépgyártási Tervezőiroda). Az űrhajót kis átalakítással emberes programra, teherszállításra és mentésre (leszállásra) tervezték.
1981. március 22-én a Bajkonuri űrrepülőtér indítóállomásról egy Szojuz hordozórakéta (11А511U) juttatta Föld körüli, közeli körpályára. Az orbitális egység pályája 89.1 perces, 51.6 fokos hajlásszögű, elliptikus pálya-perigeuma 197 kilométer, apogeuma 355 kilométer volt. Hasznos tömege 6800 kilogramm. Szerkezeti felépítését tekintve a Szojuz űrhajó napelemtáblák nélküli változatával megegyező. Akkumulátorait az űrállomás napelemtáblái által előállított energiával tartották üzemkész állapotban. Összesen 7 napot, 20 órát és 42 percet és 3 másodpercet töltött a világűrben, 124 alkalommal kerülte meg a Földet.
Az űrhajósok kozmikus sugár-detektorokat szereltek az átviteli rekeszekbe. Tanulmányozták az űrhajó technikai naplóját, elősegítendő az állomás leszerelését. A holográf képet (háromdimenziós) alkotó berendezést a mikrometeorok rongálódása miatt leszerelték. Az űrhajó levegőjéből minta csomagokat készítettek, földi tanulmányozásra. Visszahozták a külső kozmikus sugár-detektorokat. A rendelkezésre álló eszközökkel tanulmányozták Mongólia geológiai helyzetét.
Március 30-án belépett a légkörbe, a visszatérés hagyományos módon – ejtőernyős leereszkedés – történt, Zsezkazgantól 169 kilométerre délkeletre értek Földet.

## Űrhajósok
- Vlagyimir Dzsanyibekov az űrhajó parancsnoka
- Dzsugderdemidín Gurragcsá az űrhajó kutatópilótája

## Tartalékok
- Vlagyimir Afanaszjevics Ljahov űrhajós parancsnok
- Maidarzhavyn Ganzorig kutatópilóta